# إيليا مارشينكو
إيليا مارشينكو (بالأوكرانية: Марченко Ілля Васильович) مواليد 8 سبتمبر 1987 في دنيبرودزرجينسك، الجمهورية الأوكرانية السوفيتية الاشتراكية، الاتحاد السوفيتي، هو لاعب كرة مضرب أوكراني بدأ مسيرته كمحترف سنة 2005 يلعب باليد اليمنى ويحتل حالياً المرتبة رقم. 68 (21 مارس 2016) في تصنيف رابطة محترفي كرة المضرب. أعلى تصنيف له في الفردي كان المركز الـ 67 في سنة 2010.

## روابط خارجية
- إيليا مارشينكو على موقع رابطة محترفي التنس (الإنجليزية)
- إيليا مارشينكو على موقع الاتحاد الدولي لكرة المضرب (الإنجليزية)
- إيليا مارشينكو على موقع كأس ديفيز (الإنجليزية)
- إيليا مارشينكو على موقع خلاصة التنس.كوم (الإنجليزية)
- إيليا مارشينكو على موقع إي إس بي إن.كوم (الإنجليزية)
- إيليا مارشينكو على موقع اللجنة الأولمبية الدولية (الإنجليزية)
- إيليا مارشينكو على موقع أوليمبيديا (الإنجليزية)